# Odometa
Odometa est un arrondissement du Département du Plateau au Bénin.

## Géographie
Odometa est une division administrative sous la juridiction de la commune de Kétou,.

## Démographie
Selon le recensement de la population effectué par l'Institut National de la Statistique Bénin en 2013, Odometa compte 14 802 habitants pour une population masculine de 7 040 contre 7 762 femmes pour un ménage de 2 044.